# علی‌اکبر حیدری‌فر
علی‌اکبر حیدری‌فر (زادهٔ ۱ آذر ۱۳۵۸) قاضی و دادیار سابق دادگاه انقلاب اسلامی بود. او دادیاری بود که در پی اعتراضات پس از انتخابات ریاست جمهوری ۱۳۸۸ دستور انتقال بازداشت شدگان به بازداشتگاه کهریزک را از سعید مرتضوی گرفته و اجرا کرد و بعدها به دلیل اتفاقات کهریزک از خدمت معلق شد. او یک بار به دلیل استفاده از اسلحه جهت دفاع از خود در مقابل چندین ناشناس در راه اصفهان به اتهام «اخلال در نظم، امنیت و آسایش عمومی» مدتی در زندان اوین بازداشت بود. او همچنین مشاور سعید مرتضوی در ستاد مرکزی مبارزه با قاچاق کالا و ارز بود و به جرم اختلاس و فساد اقتصادی به ۱۵ سال حبس محکوم و زندانی شد. وی در ۲۳ فروردین ۱۳۹۰ توسط اتحادیه اروپا به اتهام نقض حقوق شهروندان ایرانی تحریم شد.

## بازداشتگاه کهریزک
حیدری‌فر دستور انتقال بازداشت شدگان به بازداشتگاه کهریزک را از سعید مرتضوی گرفت و اجرا کرد. بسیاری کسانی که پرونده آن‌ها بعد از انتخابات ۱۳۸۸ در اختیار این قاضی بود، خاطراتی را از رفتارهای او با دستگیرشدگان نقل می‌کنند. رفتارهایی که دامنه آنها، از برخوردهای تحقیرآمیز با دستگیرشدگان گرفته تا زیرفشار گذاشتن‌شان را برای پذیرش اتهامات ساختگی در بر می‌گیرد.
علی‌اکبر حیدری‌فر به همراه حسن حداد دهنوی معروف به قاضی حداد (معاونت امنیت وقت دادستان تهران) و سعید مرتضوی (دادستان سابق تهران) در مرداد ماه ۱۳۸۹ در جریان اعتراضات مردم ایران به نتایج انتخابات ریاست جمهوری (۱۳۸۸)، با دستور دادگاه انتظامی قضات از سمت‌های خود تعلیق شدند و هم‌زمان مصونیت قضایی آن‌ها نیز لغو شد اما به اتهامات آن‌ها رسیدگی نشد.
حیدری‌فر در اسفند ۱۳۹۱ و در جریان سومین جلسه دادگاه کهریزک، اعلام کرد که که شخص وی دستور اعزام متهمان به کهریزک را صادر کرده است. هرچند بعدها، اسماعیل احمدی مقدم فرمانده سابق نیروی انتظامی، تصمیم‌گیر اصلی در اعزام بازداشت شدگان به کهریزک را سعید مرتضوی معرفی کرد.
حیدری‌فر هرگز از اقدامات خود پس از انتخابات ۱۳۸۸ ابراز پشیمانی نکرد. او حتی دو سال بعد از کشته شدن تعدادی از معترضان به انتخابات در کهریزک، با نوشتن نامه‌ای به مطبوعات، همه زندانیان این بازداشتگاه را «اراذل و اوباش» و برخورد با آن‌ها را شایسته تقدیر دانست.
حیدری‌فر پس از انتصاب سعید مرتضوی از متهمان حوادث کهریزک، به ریاست سازمان تأمین اجتماعی گفت: «تخریب مرتضوی در جریان انتصاب او به سمت ریاست سازمان تأمین اجتماعی، امتداد موضع‌گیری‌های مغرضانه علیه انتصابات رئیس‌جمهوری است.»

## اسلحه کشی در پمپ بنزین
حیدری‌فر در روز سوم فروردین ۱۳۹۱ در هنگام سوخت‌گیری در پمپ بنزین «بهارستان» واقع در ۱۵ کیلومتری اصفهان، وارد جربحث با برخی از شهروندان شده و در نهایت به روایت شاهدان عینی، متوسل به اسلحه شد و توسط کلت کمری خود اقدام به شلیک چند گلوله کرد. لحظاتی بعد مأموران پلیس در محل حاضر شدند. حیدری فر نیز خود را قاضی دادسرای عمومی و انقلاب تهران معرفی کرد. با ارائه مدارک شناسایی مأموران انتظامی وی را آزاد کرده ولی حاضران در پمپ بنزین موضوع را از طریق دادسرای عمومی و انقلاب اصفهان پیگیری کردند.
در خرداد ماه ۱۳۹۱ وب‌سایت «بازتاب امروز» دربارهٔ حیدری‌فر نوشت: او به دلیل استفاده از اسلحه در حاشیه شهر اصفهان بازداشت شده است. همچنین این سایت در تاریخ ۲۶ شهریور ۱۳۹۱ خبر آزادی وی را منتشر کرد که این خبر در رسانه‌های دیگر و در فضای جامعه انعکاس ویژه‌ای داشت و با توجه به هم‌زمانی آن با رأی دیوان عدالت در خصوص سعید مرتضوی، تیتر یک کلیه رسانه‌های برون مرزی شد و کار را به جلسه ماهانه سخنگوی قوه قضائیه کشاند تا اینکه اژه‌ای، سخنگوی قوه قضائیه به خبرنگاران اعلام کرد: حیدری‌فر به صورت موقت و با قرار وثیقه آزاد شده است و پرونده وی به زودی بررسی خواهد شد. حیدری‌فر همچنین از وب‌سایت «بازتاب امروز» به دلیل انعکاس اخبارش شکایت کرد.

## تحریم اتحادیه اروپا
در ۲۳ فروردین ۱۳۹۰، اتحادیه اروپا علی‌اکبر حیدری‌فر را به دلیل نقش در نقض گسترده و شدید حقوق شهروندان ایرانی تحریم کرد. بر اساس این تحریم او از ورود به کشورهای اتحادیه اروپا محروم و کلیه دارایی‌های احتمالی‌اش در اروپا توقیف شد.

## موارد نقض حقوق بشر
بر اساس بیانیه اتحادیه اروپا علی‌اکبر حیدری‌فر در مقام قاضی دادگاه انقلاب تهران در برگزاری دادگاه‌های معترضان به نتایج انتخابات ریاست جمهوری سال ۱۳۸۸ نقش داشته و در صدور حکم بازداشت و انتقال شماری از آنان به بازداشتگاه کهریزک مسئول است.

## زندان به جرم اختلاس و فساد اقتصادی
در تاریخ ۳۰ خرداد ۱۳۹۶ معاون اول قوه قضاییه در پاسخ به سؤالی در مورد اینکه در شبکه‌های مجازی مطرح شده که حیدری‌فر، یکی از قضات پرونده کهریزک به اتهام فساد اقتصادی در اوین است گفت: این فرد دو پرونده دارد که یکی هنوز قطعی نشده و دیگری چون چند اتهام داشته مجازات سنگین است. برای او اشد مجازات یعنی ۱۵ سال حبس اعمال شده است.
برخی از زندانیان که خود توسط این قاضی مورد بازپرسی و اتهام قرار گرفته بودند و اکنون در بند هشت زندان اوین به سر می‌برند این قاضی سابق را شناسایی و خبر زندانی بودن او به جرم اختلاس و اتهام فساد اقتصادی را به بیرون از زندان منتقل کرده‌اند.
در روز سه‌شنبه ۱۳ تیر ۱۳۹۶ رئیس دادگستری استان تهران گفت که حیدری‌فر متهم به «تصرفات غیرقانونی، استفاده غیرقانونی از اموال دولت، ارتشا، اختلاس، استفاده از سلاح و درگیری در حوزه‌های مختلف» بوده در این اتهامات مجرم شناخته شده است. وی همچنین تأیید کرد که حیدری‌فر یک پرونده دیگر هم دارد که در حال بررسی است.

## آخرین وضعیت حیدری فرد از زبان جعفری دولت‌آبادی در تاریخ ۲۰ اسفند ۹۶
در روز یکشنبه ۲۰ اسفند ۱۳۹۶ جعفری دولت‌آبادی از صدور کیفرخواست دیگری علیه علی‌اکبر حیدری‌فرد قاضی پرونده کهریزک با شش عنوان اتهامی خبر داد و با اشاره به این که این دومین پرونده مفتوح برای نامبرده است، افزود: کیفرخواستی که در پرونده اول وی صادر شده بود، منتهی به صدور حکم محکومیت گردیده است و هم‌اکنون وی در زندان به سر می‌برد.